# Сысуев, Олег Николаевич
Оле́г Никола́евич Сысу́ев (род. 23 марта 1953, Куйбышев) — российский бизнесмен, политический и государственный деятель. Председатель Совета директоров и президент Альфа-банка.
В прошлом — мэр города Самары (1991—1997), заместитель председателя Правительства Российской Федерации (1997—1998), первый заместитель руководителя Администрации президента России (1998).

## Биография
В 1976 году окончил Куйбышевский авиационный институт. До 1991 года работал в Куйбышевском объединённом авиаотряде мастером, начальником технического отдела, был секретарем парткома Куйбышевского объединённого авиаотряда. Был депутатом районного совета, избирался в областной совет. Участвовал в последнем партийном XXVIII Съезде КПСС и выдвигался на должность генерального секретаря наряду с М. С. Горбачёвым. Впоследствии занимал высокие посты в органах власти в годы правления президента Б. Н. Ельцина.
В 2022 как попечитель Третьяковской галереи в Самаре открыл на родине необычный арт-объект в рамках совместного проекта с Альфа-банком — «Супрематический куб» Николая Полисского.
В феврале 2023 года Олег Сысуев вошел в санкционный список Украины.

### Глава Самары
31 декабря 1991 года Указом Президента России О. Н. Сысуев был назначен главой администрации города Самары. Назначению способствовал представитель Президента в Самарской области Антон Федоров.
5 июня 1994 года Сысуев победил в первом туре выборов главы города Самары, набрав 304 тысячи голосов (72,89 %)
1 сентября 1996 года получил 73,20 % голосов избирателей и был переизбран главой Самары.
1 апреля 1997 года освобождён от должности главы города из-за назначения в Правительство России.

### Работа в Правительстве РФ
17 марта 1997 года назначен заместителем председателя Правительства России по социальным вопросам. В марте 1998 года вышел в отставку вместе со всем кабинетом министров В. С. Черномырдина. С мая 1998 года вошёл в правительство С. В. Кириенко в качестве вице-премьера по вопросам социальной политики и СМИ. После отставки кабинета Кириенко исполнял обязанности вице-премьера. В этой должности лично участвовал в разблокировке Транссиба бастующими шахтерами. С сентября 1998 года по июнь 1999 года — первый заместитель главы Администрации Президента РФ, ушёл в отставку после отставки премьер-министра Е. М. Примакова.

О своей работе в правительстве О. Н. Сысуев вспоминал: 
«Плохо то, что мы не отказались полностью от советского прошлого — не вынесли Ленина из мавзолея, Сталина — из своих душ, не осудили репрессии и коммунистический режим, не покаялись. И это была главная ошибка — и моя, как одного из руководителей в то время, и Ельцина».

### Бизнес
С 1999 года — первый заместитель председателя Совета директоров Альфа-банка. В обязанности Олега Сысуева входит в том числе представление интересов банка в органах государственной власти и курирование вопросов развития региональной сети. В 2022 году возглавил совет директоров, сменив Петра Авена.
Член Совета директоров ОАО «АльфаСтрахование», УК «Альфа-Капитал», входит в состав совета директоров ООО УК «Росводоканал», первый вице-президент ООО Х5 Retail Group, председатель Совета фонда благотворительной программы по спасению тяжелобольных детей «Линия жизни».
В мае 2019 года Олег Сысуев входил в комиссию по этике при Российском союзе промышленников и предпринимателей (РСПП), которая рассмотрела жалобу инвестфонда Baring Vostok к миноритариям банка «Восточный». Вывод комиссии: «Подав заявление в правоохранительные органы о хищении 2,5 млрд руб. из банка „Восточный“, его акционер Шерзод Юсупов нарушил принципы корпоративной этики». Baring Vostok обратился в комиссию после того, как в феврале 2020 года были арестованы Майкл Калви и трое других сотрудников фонда.

## Личная жизнь
Женат, имеет двоих детей: сына Николая и дочь Наталью. Предпочитает вести активный образ жизни, в свободное время играет на скрипке и рояле, сочиняет и исполняет песни.
В 2015 году принял участие в создании памятника политику Борису Немцову на Троекуровском кладбище.